# サイズ (メーカー)

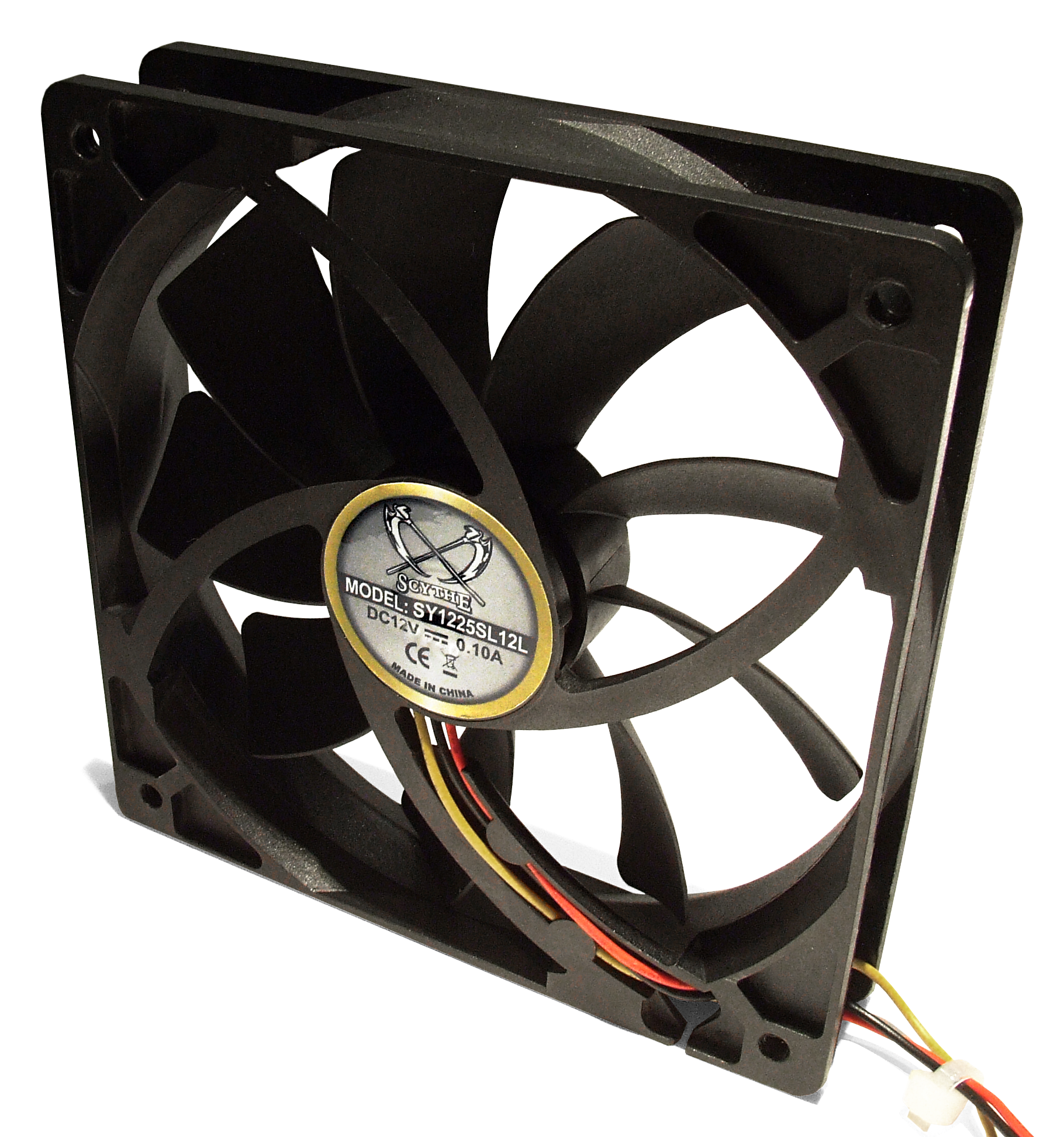
ケースファン「SY1225SL12L」

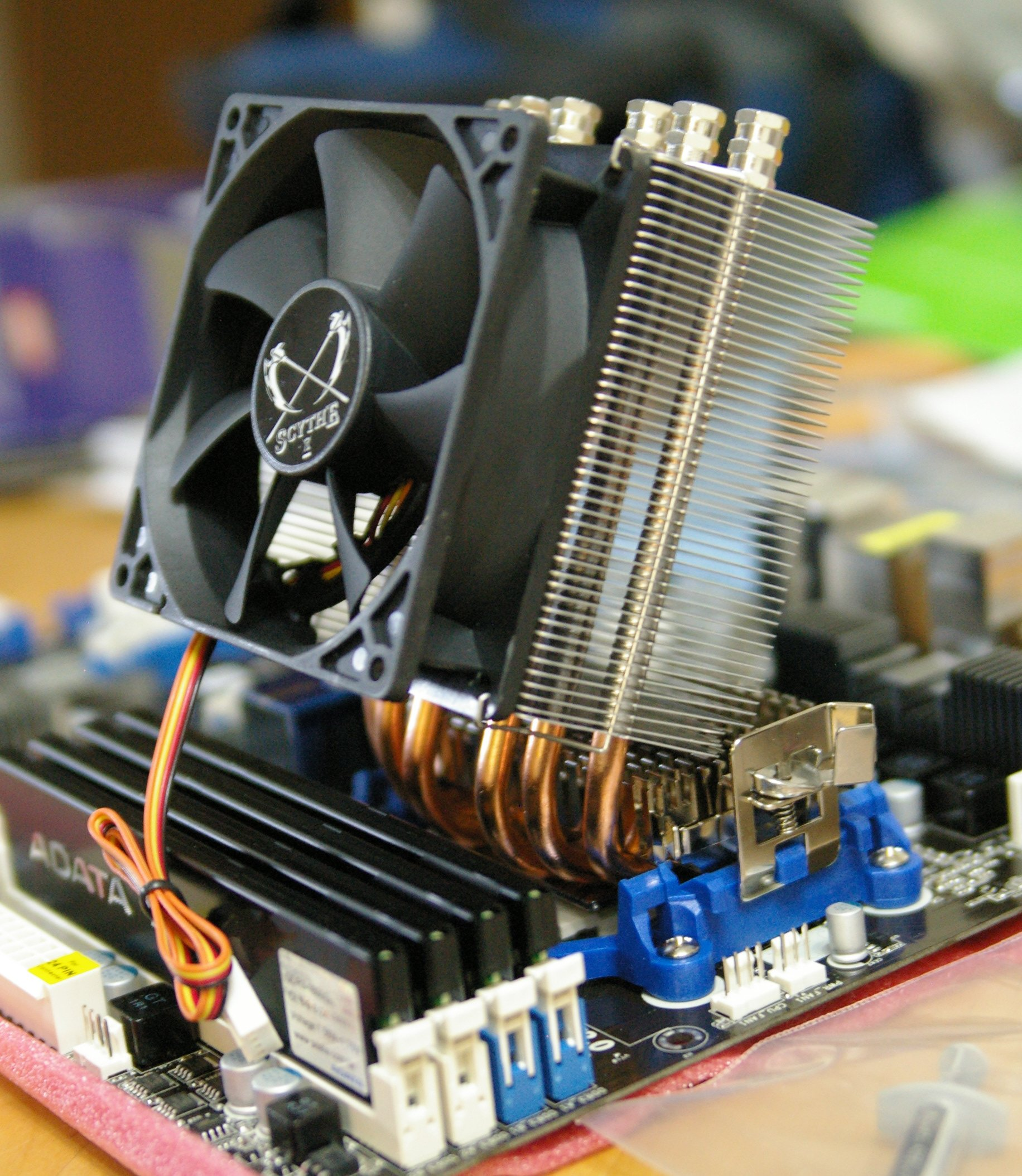
サイズのCPUクーラー製品

株式会社サイズ（英: Scythe Co., Ltd. ）は、千葉県松戸市松飛台に本社を置くパソコンパーツのメーカー、および商社。CPUクーラーや冷却ファン、電源、PCケースなどの商品で知られる。

## 歴史
2002年（平成14年）11月創業。自作パソコンパーツ全般を扱うというスタンスのもと、わずか3名の人員でスタートした。自作パソコンパーツという「エッジの効いた」製品を扱うことから、会社名を武器の名前の中から採ることとし、他社の商号として登録されていなかった、「大鎌」を意味する英単語「scythe」に決定した。
日本初となるThermaltake正規代理店となった経緯から、CPUクーラー市場へと本格参入。価格.comプロダクトアワードでは毎回のように上位入賞を果たしている（後述）。このほか電源ユニット製品に関しても静音パソコン向け「鎌力」シリーズが好評を博し、2007年（平成19年）1月18日発表のBCN AWARD 2007では、「PCケース部門」と「PC電源部門」においてサイズがともに1位を獲得した。
2016年（平成28年）8月31日、東京都江戸川区春江町5丁目11番地から現在地へと移転した。
2022年9月より、「サイズ酒販」の屋号で酒類の輸入・卸売業をスタートした。
2025年4月23日に、欧州の営業部門であるScythe EUが経営状況の悪化により破産手続きを行い、今後の営業は本社による直轄となった。

## 海外拠点
- Scythe EU GmbH - ドイツ[10]

## 製品
ファブレスで、台湾・中国にある協力工場で製造した製品を、日本を含む世界各国で広く販売している。製品名は日本から発信するという意味を込め、「鎌」・「阿修羅」・「虎徹」といった漢字名を好んで用いる。価格帯をミドルレンジに設定し、低廉で高性能なものづくりを志向している。

## 評価
価格.comプロダクトアワードの受賞歴は以下の通り（自社ブランド製品に限る）。
| 年          | 賞   | 製品                                      |
| ----------- | ---- | ----------------------------------------- |
| 2006 上半期 | 金賞 | 「峰COOLER」 (SCMN-1000)                  |
| 2006 上半期 | 銅賞 | 「NINJAPLUS」 (SCNJ-1100P)                |
| 2006        | 銅賞 | 「ANDY SAMURAI MASTER」 (SCASM-1000)      |
| 2007        | 金賞 | 「NINJAPLUS」 (SCNJ-1100P)                |
| 2008        | 銅賞 | 「忍者 弐」 (SCNJ-2000)                   |
| 2009        | 銀賞 | 「MUGEN∞2 無限2 リビジョンB」 (SCMG-2100) |
| 2010        | 銀賞 | 「忍者 参」 (SCNJ-3000)                   |
| 2011        | 銅賞 | 「MUGEN∞3 無限参」 (SCMG-3000)            |
| 2012        | 銀賞 | 「侍ZZリビジョンB」 (SCSMZ-2100)          |
| 2013        | 銀賞 | 「虎徹」 (SCKTT-1000)                     |
| 2017        | 金賞 | 「虎徹 MarkII」 (SCKTT-2000)              |
| 2017        | 銀賞 | 「IZUNA」 (SCIZN-1000I)                   |
| 2018        | 金賞 | 「超天」 (SCCT-1000)                      |
| 2019        | 銀賞 | 「白虎 弐」 (SCBYK-2000I)                 |
| 2020        | 銅賞 | SCY-TYPE-920S                             |

| 年          | 賞   | 製品                               |
| ----------- | ---- | ---------------------------------- |
| 2006 上半期 | 金賞 | 「鎌力弐」 (KMRK-450A(II))         |
| 2006        | 金賞 | 「鎌力参」 (KMRK-400A(III))        |
| 2011        | 銀賞 | 「剛力短2プラグイン」 (SPGT2-500P) |

| 年   | 賞   | 製品                           |
| ---- | ---- | ------------------------------ |
| 2007 | 銅賞 | 「Wind Tunnel-BK（電源なし）」 |
| 2013 | 銀賞 | 「MONOBOX ATX」                |